# Mannen från Malmberget återvänder
Mannen från Malmberget återvänder är en enaktare för två skådespelare av Svante Lindqvist. Pjäsen skrevs 1999 som en fristående andra akt till monologen Mannen från Malmberget från 1993. Dels finns en ramberättelse om en far, en son och en familj, men pjäsen tar också upp industrisamhällets värderingar kontra den nya tidens. 
Föreställningen producerades av Diversekultur i Luleå och sattes upp med premiär i Gällivare 30 augusti 2002 i regi av Allan Svensson. Skådespelare var Tord Peterson och Göran Forsmark. Efter ytterligare femton föreställningar i Luleå togs föreställningen upp av Riksteatern, och gick ungefär 70 gånger över hela Sverige 2003 och 2004. Allan Svensson bearbetade originalmanuset och i januari 2005 sändes den filmade versionen med namnet Åter till Malmberget. Sammanlagda tittarsiffror blev ungefär 1,1 miljoner.